# Рэнхо

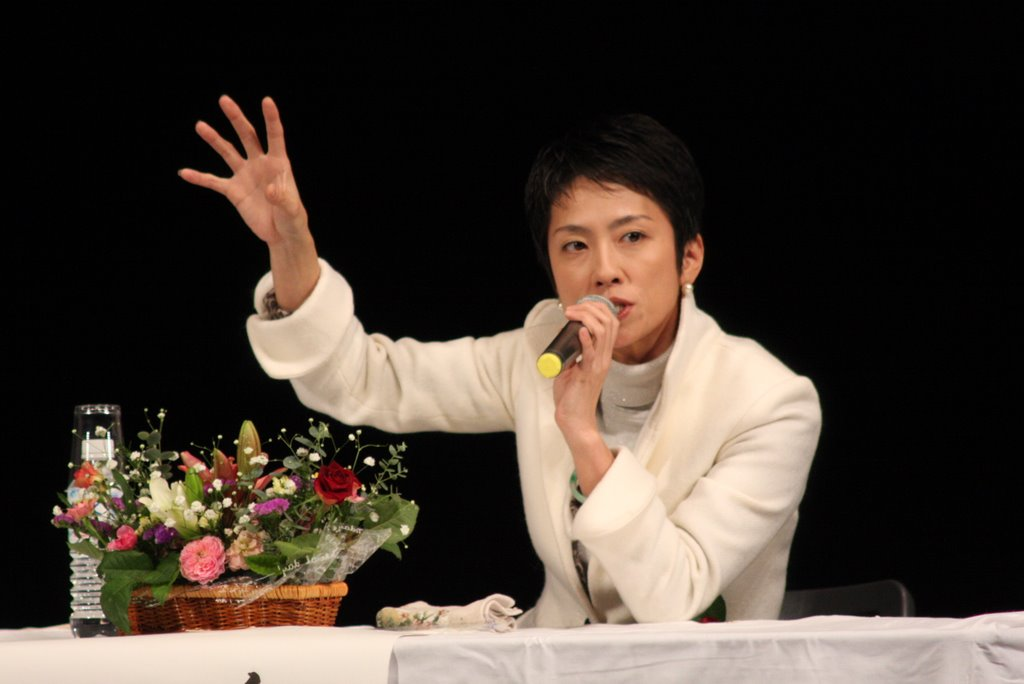
Портрет 2008 года

Рэнхо Мурата (яп. 村田蓮舫 мурата рэнхо:, род. 28 ноября 1967 года, Токио, Япония), известна под мононимом Рэнхо (яп. 蓮舫 рэнхо:) — тайваньско-японская журналистка и политик, бывший председатель Демократической партии. Рэнхо занимала министерские кресла в 2010—2012 годах, став министром по особым поручениям, ответственным за реформирование госадминистрации, и министром по делам потребителей и безопасности продовольствия. В сентябре 2016 года была избрана председателем Демократической партии, став первой женщиной, первым человеком смешанного происхождения и первым человеком с гражданством другой страны, возглавившим крупную политическую партию в Японии.

## Биография
Имя при рождении — Се Ляньфан (кит. трад. 謝蓮舫, пиньинь Xiè Liánfǎng, яп. Ся Рэнхо). Родилась в Токио в семье тайваньца Се Чжэсиня (кит. трад. 謝哲信, яп. Тэцунобу Ся) и японки Кэйко Сайто (яп. 斉藤桂子). Поступила в детский сад Аояма гакуин и продолжила  обучение в образовательных учреждениях «Аояма» вплоть до университета. Рэнхо поступила на юридический факультет Университета Аояма, окончила его в 1990 году со степенью бакалавра права со специализацией в публичном праве. При рождении Рэнхо имела гражданство Тайваня как дочь гражданина, японское гражданство она получила только в 1985 году, когда японские законы позволили японкам передавать японское гражданство своим детям. При натурализации Рэнхо приняла фамилию матери, Сайто, и стала называть себя просто Рэнхо во избежание ошибок.
В 1998 году Рэнхо была выбрана лицом компании Clarion, после чего появилась в нескольких телевизионных и радиопрограммах как ведущая. В 1993 году она устроилась ведущей новостей на TBS и TV Asahi.
Рэнхо вступила в брак с Нобуюки Муратой в 1993 году. С 1995 по 1997 год она изучала китайский язык в Пекинском университете. В 2000 году она вернулась на телевидение, вновь став телеведущей. Она ездила на Тайвань как корреспондентка во время президентской кампании Чэнь Шуйбяня.

## Карьера в политике
В июле 2004 года Рэнхо была избрана в Палату советников Императора в Токио от Демократической партии. Она резко критиковала дипломатические отношения Японии с Китаем и Тайванем, в особенности, отказ Японии признать Тайвань: «Япония слишком нежничает с Китаем. (…) Тайвань — родина моего отца. Почему Тайвань — не страна?»
С момента избрания Рэнхо неоднократно ездила на Тайвань по официальным и неофициальным поводам, все её визиты вызывали активный интерес публики и СМИ. По слухам, она близко знакома с влиятельными членами Демократической прогрессивной партии.
После того, как Демократическая партия стала правящей, Рэнхо привлекла внимание своими резкими и прямыми высказываниями по разным поводам. Так, при обсуждении финансирования нового суперкомпьютера она заявила: «А что, второе место никак не устроит?» (яп. 2位じゃだめなんですか), имея в виду непрактичность просьб учёных об увеличении ассигнований для того, чтобы новый компьютер стал самым быстрым в мире.
В июне 2010 года премьер Наото Кан назначил Рэнхо министром административных реформ. Вступая в должность, она сообщила, что будет уделять особое внимание неконтролируемому накоплению денег на двадцати одном правительственном банковском счёте, называемому «ископаемые деньги» (яп. 埋蔵金 майдзо:кин). Спустя некоторое время Рэнхо потеряла министерское кресло, но не покинула правительство, перейдя на должность особого советника при премьер-министре.
11 июля 2010 года состоялись выборы в Палату советников Императора, на которых она получила рекордные 1 710 734 голосов.
В сентябре Рэнхо снова получила министерское кресло, став министром по особым поручениям, ответственным за реформирование госадминистрации в кабинете Ёсихико Ноды. Среди прочих вопросов в её ведении значатся реформа государственной службы, вопросы гендерного равенства и увеличения рождаемости.
На выборах в Палату советников Императора 2016 года она сохранила кресло.
Выдвинувшись на пост председателя партии, Рэнхо назвала исполняющего обязанности председателя Демократической партии Кацую Окаду «неинтересным мужчиной», что навлекло на неё резкую критику; кроме того, перед выборами она была вынуждена признаться в наличии у неё гражданства Тайваня. Несмотря на всё это, в сентябре 2016 года Рэнхо выиграла внутрипартийные выборы. Её соперниками были бывший министр иностранных дел Сэйдзи Маэхара и заместитель председателя комитета по парламентским делам Юитиро Тамаки. Отрыв Рэнхо от сопартийцев был значителен: ей досталось почти 60 процентов очков.
После провала на выборах в префектуре Токио и отставки генсека партии Ёсихико Нода Рэнхо тоже подала в отставку в июле 2017 года. В декабре 2017 года она стала членом Конституционно-демократической партии.

## Семья
Муж Рэнхо, Нобуюки Мурата (яп. 村田信之), работает журналистом и приглашённым лектором в нескольких университетах. В 1997 году у пары родились близнецы, мальчик Рин и девочка Суйран. У Рэнхо есть два брата, один старше неё на год, а другой младше на два.
Тайваньский политик Марк Чэнь — дальний родственник Рэнхо. Она живёт в Токио с мужем, детьми и своей матерью.